# Samolaco
Samolaco är en ort och kommun i provinsen Sondrio i regionen Lombardiet i Italien. Kommunen hade 2 880 invånare (2018).